# Mario Benjamin
Mario Benjamin (* 1964 in Port-au-Prince, Haiti) ist ein bildender Künstler. Er lebt und arbeitet in Port-au-Prince und Miami.
Benjamin begann seine Karriere als Porträtmaler, womit er sowohl künstlerisch als auch finanziell erfolgreich wurde. Getrieben durch Gefühle der Verzweiflung und Einsamkeit veränderte er allerdings seinen Zugang zur Kunst radikal. Er begann etliche seiner Bilder, die ihn bekannt gemacht hatten, zu zerstören, da sie ihm in ihrer glatten Symmetrie und Harmonie als künstlerisch nicht hinreichend erschienen. Als bildbestimmende Elemente begann er fortan Objekte wie Stofffetzen, Holz- und Metallteile auf die Leinwand zu applizieren und selbst die Rahmen seiner Bilder zu deformieren. Sein Wohnhaus gestaltete er zu einem Gesamtkunstwerk um, indem er sämtliche Wände und Einrichtungsgegenstände so bearbeitete, dass sie seiner Vision von Ästhetik und nicht einer gefälligen Behaglichkeit nahekommen.
Benjamins Leidenschaft gilt der Formensprache des Barock, die er mit zeitgemäßem Zugang zu interpretieren versucht. Als künstlerische Inspiration gibt er darüber hinaus die Werke Antoni Gaudís an. 

## Ausstellungen
- Französisches Kulturinstitut, Mexiko, 1993
- Otro Pais – Escalas Africanas, CAAM, Las Palmas, 1994/95
- Fundació La Caixa, Palma de Mallorca, 1994/95
- Paula de la Virreina, Barcelona, 1994/95
- Eden Rock, Miami Beach, 1996